# Guanaco
De guanaco (Lama guanicoe) is een wilde lama uit de familie der kameelachtigen (Camelidae). Het is een karakteristieke bewoner van de Zuid-Amerikaanse hoogvlakten. De guanaco is de grootste van de twee wilde lamasoorten (de andere is de  vicuña).

## Beschrijving
De guanaco heeft een rossig bruine vacht op de rugzijde, de buikzijde is wit. De wol van de guanaco is grover dan dat van de vicuña en bestaat uit twee lagen. De bovenlaag is ruw, de onderlaag is fijn en zacht. De kop is grijs van kleur, met vuilwitte oren, wangen en lippen. De bruine ogen zijn opvallend groot. Op de flanken bevinden zich kale plekken, waardoor de guanaco warmte verliest. Aan de binnenkant van de voorpoten bevinden zich karakteristieke eeltplekken. De lichaamslengte bedraagt 190 tot 210 cm, de staartlengte 24 tot 27 cm, de schofthoogte 110 tot 115 cm en het gewicht 96 tot 130 kg.

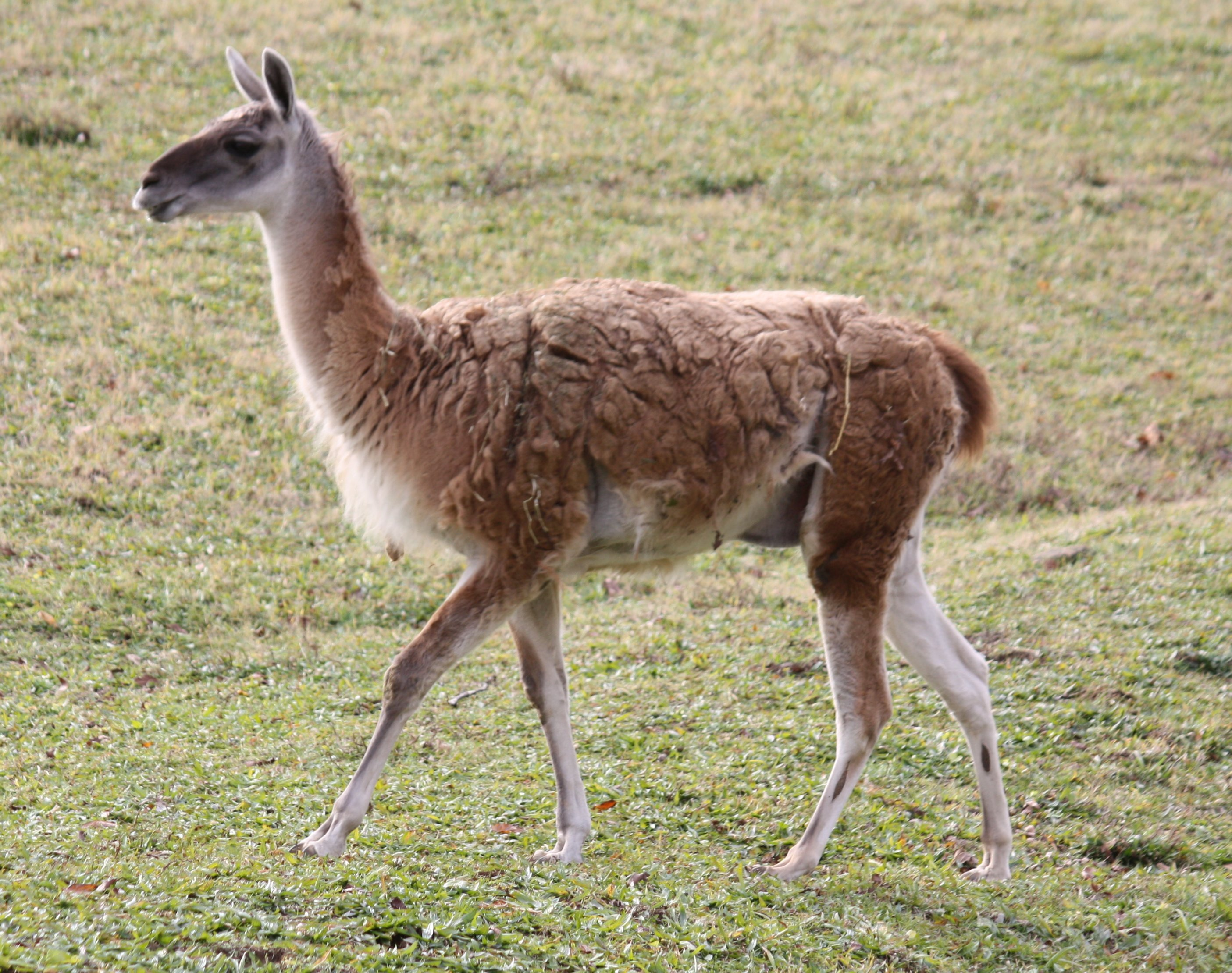
Guanaco in Louisville Zoo
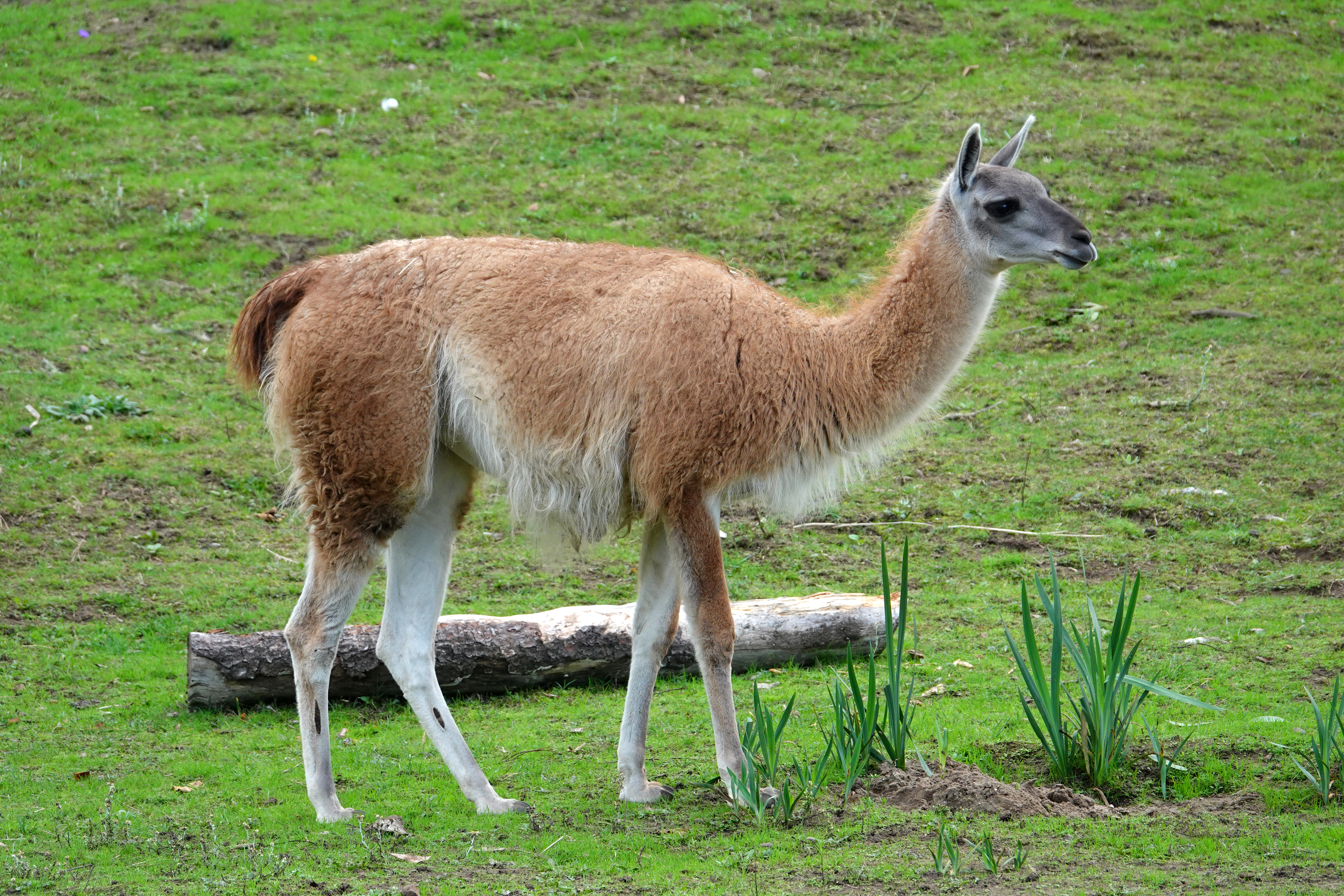
Guanaco in San Francisco Zoo

## Gedrag
Guanaco's leven in harems binnen een territorium. De hengst bakent het territorium af door uitwerpselen op grote hopen op strategische plekken te plaatsen. Hengsten verdedigen hun territorium tegen andere hengsten. Ze leggen eerst de oren in de nek, waarna ze de rivaal in galop achtervolgen en hem proberen te bijten. Ze stoten hierbij knorrende geluiden uit. De rivaal schopt dan met zijn achterpoten. Als de rivaal het territorium niet verlaat, komt het tot een gevecht. De twee dieren proberen elkaar weg te duwen met de nek, bijten en spugen naar elkaar en trappen met de voor- en achterpoten. Overigens leven guanacohengsten met harems meestal vredig naast elkaar, en werken zelfs samen als er gevaar dreigt.
De harems zijn vrij los, en dieren bevinden zich meestal op grotere afstand van elkaar, tot wel 200 meter. Guanacomerries kunnen gemakkelijk de harem verlaten om zich aan te sluiten bij vrouwengroepjes of andere harems. Ook komt het voor dat groepen zich splitsen in tijdelijke kleinere groepjes. Als twee guanaco's elkaar opnieuw ontmoeten, begroeten ze elkaar door te kwispelen en de snuiten tegen elkaar aan te houden.
Mannetjes leven ook in vrijgezellengroepjes. Deze groepen zijn vaak gemengd qua leeftijd, en zowel volwassen als jonge guanaco's leven naast elkaar. Als guanacoveulens dertien tot vijftien maanden oud zijn, verlaten ze de groep.
Guanaco's kunnen snelheden tot 56 kilometer per uur bereiken. De gemiddelde levensverwachting is 20 tot 25 jaar.

## Voedsel
Guanaco's leven van de bladeren van struiken, grassen, korstmossen, paddenstoelen en epifyten. Ze kunnen zich goed aanpassen aan verandering van voedsel en droge vezels goed verteren. Het dier kan meerdere dagen zonder water. Vocht haalt hij uit planten, regenplassen en rivieren en beken. De guanaco kan zelfs brak water drinken.

## Verspreiding
Guanaco's leven in de open gebieden van het zuiden van Zuid-Amerika. Hij kan zich goed aanpassen, en leeft zowel in voedselrijke graslanden als in woestijnen, en zowel langs de kust als op hoogvlakten tot 4250 meter hoogte. Vooral op grasvlakten als savannes en pampa's is de guanaco algemeen. Hij komt tegenwoordig voor in zuidelijk en westelijk Argentinië, Chili en de Andes noordwaarts tot zuidelijk Peru. Vroeger kwam hij voor in geheel West-Peru, Zuid-Bolivia, Noord-Paraguay, Argentinië en Vuurland.

## Ondersoorten
Er zijn vier ondersoorten:
- Lama guanicoe guanicoe, Zuid-Argentinië en -Chili, vanaf de 35ste breedtegraad tot Vuurland.
- Lama guanicoe voglii, droge vlakten van Argentinië, boven de 32ste breedtegraad
- Lama guanicoe huacanus, West-Chili
- Lama guanicoe cacsilensis, Zuid-Peru en -Bolivia

Behalve L.g. guanicoe zijn alle ondersoorten bedreigd in hun voortbestaan, doordat hun leefgebied wordt vernietigd om landbouwgrond van te maken. Ook worden ze gestroopt voor de wol en het vlees. De zuidelijke guanaco's zijn groter dan de noordelijke.